# 오타촌 (사이타마현 미나미사이타마군)
오타촌(太田村)은 사이타마현의  미나미사이타마군에 속했던 촌이다. 현재의 구키시에 해당한다.

## 지리

### 강
- 나카오토시호리강 (中落堀川)
- 아오게보리강 (青毛堀川)
- 오오토시후루토네강 (古利根川)
- 덴노신보리 (天王新堀)
- 이나게다이 용수 (稲荷台用水)
- 시나아오시강 (椎名落川)
- 신키호리 용수 (新規堀用水)
- 나카호리아오시강 (中堀落川)
- 가케호리 용수 (掛堀用水)
- 히나루마오코시강 (平沼落川)
- 류사쿠 수로 (流作水路)

연못
- 텐진 연못 - 요시바텐만구 남쪽의 나카보리 오치카와 강을 건너면 있는 연못.

## 역사
- 1889년 4월 1일 - 정촌제 시행에 의해 미나미사이타마군 오타촌이 성립하였다.
- 1902년 6월 1일 - 촌 지역이 이와쓰키 경찰서 구키 분서 관할이 되었다.
- 1908년 - 거주 15세 이상 35세 이하의 청년으로 청년회가 조직되었다.
- 1910년 8월 - 메이지 43년 대홍수로 인해 수해가 발생하였다.
- 1917년- 오타 농업보습학교가 출범하였다.
- 1923년 9월 1일 - 간토대지진으로 구리하라, 요시와나, 니시 부근에서 진도 9~10을 기록한다. 이 지역에서는 액상화 현상도 발생한다. 청년단은 구키 정거장, 고가선(도부 이세자키선)에 출동하여 코우테신도(幸手新道)에 휴게소를 설치하고 이재민 구호에 임한다.
- 1954년 7월 1일 - 구키 정, 에즈라 촌, 기요쿠 촌이 합병해 새로운 구키정이 되었다,
- 1971년 10월 1일 - 구키정이 시로 승격해 구키시가 되었다.

## 참고문헌
- 『久喜市史調査報告書 第1集 地誌』 久喜市史編さん室 編集 久喜市 発行 昭和58年3月25日 発行
- 『久喜市史 通史編 下巻』 久喜市史編さん室 編集 埼玉県久喜市 発行 平成4年1月20日 発行